# Phryganogryllacris mascata
Phryganogryllacris mascata är en insektsart som beskrevs av Heinrich Hugo Karny 1937. Phryganogryllacris mascata ingår i släktet Phryganogryllacris och familjen Gryllacrididae. Inga underarter finns listade i Catalogue of Life.